# Carosello (casa discográfica)
Carosello Records  es una casa discográfica Italiana fundada en 1959.

## Historia de Carosello
La edición musical Curci, fundada en 1903 por Francesco Curci, con los años se había convertido en uno de los más prestigiosos y señala que, en 1959, en la línea de lo que tenían hicieron otros editores (como memorias con la Dischi Ricordi), el titular de la Giuseppe Ricci Gramitto decidieron iniciar un sello discográfico; el nombre original era  CEMED '"(un acrónimo de Carosello edizioni musicali e discografiche), cambió por primera vez en' 'CEMED-Carosello' y luego  Carosello  en 1969.
La sede de la etiqueta se encuentra en la Galleria del Corso 4 en Milán. Desde su fundación, firmó un contrato para la distribución con otros sellos discográficos pequeños, como Italdisc o Meazzi, y pronto el maestro de Italdisc, David Matalon (descubridor histórico de Mina) fue contratado como director artístico.
En los años sesenta tuvo bajo contrato cantantes como Memo Remigi, Robertino, Elio Gandolfi, Renata Pacini, Annamaria Cobre,  Bruno Venturini y Domenico Modugno. En los años setenta, fue al carrusel Giorgio Gaber y Nicola Di Bari, mientras que en la década siguiente a la puesta en marcha tiene lugar Vasco Rossi.
Durante las últimas dos décadas, los registros del carrusel se inclina, en lo que respecta a la distribución, el Dischi Ricordi, después Polygram, entonces el  universal; más tarde fue distribuida en el mercado italiano por el Warner Music Italia y es dirigido por Darío Giovannini. Hoy autodistribuisce.
Carrosello Records ha producido en la última década y ha llevado al éxito de artistas internacionales como Skunk Anansie, Bjork, Aloe Blacc, Fitz & las rabietas, Simple Minds Jardín de Fool, Noir Désir (firmado por el mundo por Universal Francia y la filial italiana se negó a publicar), Anggun, Jennifer Paige, Jarabe De Palo y Miguel Bosé. Entre los artistas italianos Paola y Chiara, Audio2,  Perdido, Btwins, Irene Grandi  y Stefano Bollani, Coez, Alessandro Casillo, Stylophonic, Nicholas Agliardi, Omar Pedrini, Roberto Angelini, Iver John De Leo,    Max De Angelis, Simone Perrone y  Pago .
En 2011 para firmar divas del carrusel de la canción italiana, Mietta y Patty Pravo, así como un joven rapero italiano prometedora: Emis Killa.
2012 para Carosello abre con la firma de la cantante Nesli y el lanzamiento del álbum en EnerIta' L'erba cattiva del artista Emis Killa, que en pocos meses ganó el Platinum Disc.
En mayo de 2013 Carrusel registros públicos "Out of Sight" y "Only Noise", respectivamente Verdiana Zangaro y Greta Manuzi, finalistas compiten Amigos 12, que quedan en la parte superior de la lista de los más vendidos en Italia durante varias semanas.
El 22 de octubre de 2013 lanzó "Mercurio", el segundo álbum de Emis Killa. El álbum debutó en la cima de las listas y en un mes gana inmediatamente el Disc Gold.
El 21 de enero, lanzaron "#ALE", el segundo disco de Alessandro Casillo, ganador de Festival de Sanremo 2012. El álbum debutó en el segundo lugar en el ranking de los más vendidos en Italia (con relación a la semana), detrás de un gran artista como Bruce Springsteen.
Posteriormente, el 28 de enero, sale "a cualquier costo" Greta Manuzi.
El 18 de marzo de 2014, el Carrusel público "Pero mi vida", el álbum en solitario Roby Facchinetti, que debutó en el primer lugar en ventas. El álbum contiene los últimos escritos inéditos del autor histórico de Pooh, Valerio Negrini.
El 25 de marzo de 2014 tras el éxito de "Fuera de la vista" los registros del carrusel en libertad "En el centro del caos" de Verdiana Zangaro.

## Catálogo
| Número de catálogo                | Año                 | Intérprete                                  | Títulos                                                          |
| --------------------------------- | ------------------- | ------------------------------------------- | ---------------------------------------------------------------- |
| PLP 311                           | 1965                | Robertino                                   | Bella Napoli bella                                               |
| PLP 314                           | Febbraio 1967       | Meri Marabini, Gianni Duca e Lella          | Sanremo cantata                                                  |
| PLP 318                           | 1968                | Meri Marabini, Robertino e Augusto Righetti | Top Hits                                                         |
| PLP 325                           | 1969                | Patrick Samson Set                          | Soli si muore                                                    |
| PLP 327                           | 1969                | Milva e Gino Bramieri                       | Angeli in bandiera                                               |
| SCLN 25001                        | 1970                | Il Mucchio                                  | Il Mucchio                                                       |
| SCLN 25002                        | 1970                | Aguaviva                                    | ...quella che sgorga e scorre naturalmente                       |
| CLN 25003                         | 1971                | Waldo De Los Ríos                           | Sinfonie                                                         |
| CLN 25007                         | 1971                | Gérard Calvi                                | 12 canzoni di Mikis Theodorakis                                  |
| CLN 25008                         | 1971                | Gianni Ferrio                               | Una farfalla con le ali insanguinate                             |
| CLN 25010                         | 1971                | Ombretta Colli                              | Viva l'ammore!                                                   |
| CLN 25011                         | 1971                | Giorgio Gaber                               | I borghesi                                                       |
| CLN 25014                         | 1971                | Quartetto Cetra                             | Un LP per te                                                     |
| CLN 25029                         | 1973                | La Famiglia degli Ortega                    | La Famiglia degli Ortega                                         |
| CLN 25035                         | 1973                | Walter Valdi                                | La mia città                                                     |
| CLN 25036                         | 1974                | Walter Valdi                                | W l'a-more                                                       |
| CLN 25037                         | 1974                | Walter Valdi                                | Facce da galera. Storie di vita, d'amore e di malavita           |
| CLN 25057                         | 1975                | Domenico Modugno                            | Piange... il telefono e le più belle canzoni di Domenico Modugno |
| CLN 25065                         | 1976                | Albatros                                    | Volo AZ 504                                                      |
| CLN 25066                         | 1976                | Domenico Modugno                            | L'anniversario                                                   |
| CLN 25067                         | 1976                | Tullio De Piscopo                           | Tullio De Piscopo vol. 2                                         |
| CLN 25068                         | 1977                | Nicola Di Bari                              | Nicola Di Bari                                                   |
| CLN 25070                         | 1977                | The Lovelets                                | Music                                                            |
| CLN 25073                         | 1977                | Astor Piazzolla                             | Persecuta                                                        |
| CLN 25077                         | 1977                | Domenico Modugno                            | Dal vivo alla Bussoladomani                                      |
| CLN 25080                         | 1978                | Tullio De Piscopo                           | Concerto per un film: "L'arma"                                   |
| CLN 25081                         | 1978                | Domenico Modugno                            | Cyrano                                                           |
| CLN 25082                         | 1979                | Toto Cutugno                                | Voglio l'anima                                                   |
| CLN 25087                         | 1980                | Toto Cutugno                                | Innamorata, innamorato, innamorati                               |
| CLN 25088                         | 1980                | Giorgio Gaber                               | Pressione bassa                                                  |
| CLN 25089                         | 1981                | Tullio De Piscopo                           | Tullio De Piscopo live                                           |
| CLN 25093                         | 1981                | Toto Cutugno                                | La mia musica                                                    |
| CLN 25094                         | 1981                | Giorgio Gaber                               | Anni affollati                                                   |
| CLN 25095                         | 1982                | Vasco Rossi                                 | Vado al massimo                                                  |
| CLN 25099                         | 1982                | Nicola Di Bari                              | L'amore è                                                        |
| CLN 25101                         | 1983                | Vasco Rossi                                 | Bollicine                                                        |
| CLN 25105                         | 1984                | Vasco Rossi                                 | Va bene, va bene così                                            |
| CLN 25106                         | 14 de junio de 1984 | Giorgio Gaber                               | Gaber                                                            |
| CLN 25109                         | 1985                | Vasco Rossi                                 | Cosa succede in città                                            |
| CLN 25114                         | 1986                | Krisma                                      | Iceberg                                                          |
| CLN 25119                         | 1986                | Gazebo                                      | Univision                                                        |
| CLN 25121                         | 1987                | Vasco Rossi                                 | C'è chi dice no                                                  |
| CLN 25126                         | 1987                | Hege V                                      | House of Tears                                                   |
| CLN 25128                         | 1988                | Iva Zanicchi                                | Nefertari                                                        |
| CLN 25130                         | 1988                | Gazebo                                      | The Rainbow Tales                                                |
| CLN 25131                         | 1988                | Renato Sellani e Massimo Moriconi           | Doppio passo                                                     |
| CLN 25134                         | 1989                | Ombretta Colli                              | A che servono gli uomini                                         |
| CLN 25135                         | 1989                | Ivan Graziani                               | Ivangarage                                                       |
| CLN 25136                         | 1989                | Pino D'Angiò                                | Dancing in Jazz                                                  |
| CLN 25139                         | 1989                | Ivan Graziani                               | Segni d'amore                                                    |
| CLN 25140                         | 1990                | Gianni Cavina                               | Alzati e Cavina                                                  |
| CLN 25146                         | 1990                | Irene Fargo                                 | Irene Fargo                                                      |
| CLN 25148                         | 1991                | Irene Fargo                                 | Irene Fargo                                                      |
| CLN 25154                         | 1991                | Sandro Giacobbe                             | Sulla mia stessa strada                                          |
| CLN 25155                         | 1991                | Ivan Graziani                               | Cicli e tricicli                                                 |
| CLN 25158                         | 1992                | Irene Fargo                                 | La voce magica della luna                                        |
| CLN 25160                         | 1992                | Sandro Giacobbe                             | Le donne                                                         |
| CLN 25165                         | 1993                | Irene Fargo                                 | Labirinti del cuore                                              |
| CLN 25167                         | 1994                | Ivan Graziani                               | Malelingue                                                       |
| SCLP 23002                        | 1970                | Patrick Samson Set                          | Il sapore dell'estate                                            |
| SCLP 23004/5                      | 1970                | Giorgio Gaber                               | Il signor G                                                      |
| CLP 23011-12                      | 1972                | Giorgio Gaber                               | Dialogo tra un impegnato e un non so                             |
| CLP 23015-16                      | 1973                | Giorgio Gaber                               | Far finta di essere sani                                         |
| CLP 23027                         | 1974                | Giorgio Gaber                               | Anche per oggi non si vola                                       |
| CLP 23035                         | 1976                | Giorgio Gaber                               | Libertà obbligatoria                                             |
| CLP 23047 (ristampa di CLN 25036) | 1977                | Walter Valdi                                | W l'a-more                                                       |